# Working Level Month
Der Begriff Working Level Month (WLM) ist eine Maßeinheit aus der Arbeitsmedizin.

## Entstehung
Sie wurde in den 1950er-Jahren speziell für den Arbeitsschutz in Uranbergwerken der USA eingeführt, um Strahlenexposition zu erfassen, die aus radioaktiver Belastung, durch Radon und seine Zerfallsprodukte in der Atemluft entsteht.

## Definition
Wirkt ein Working Level (WL, 1,30·105 MeV/l oder 2,08·10−5 J/m³) über 170 Stunden (monatliches Arbeitspensum) auf eine Person ein, spricht man von einem Working Level Month.
Die Einheit bezieht sich auf jede Kombination von Aktivitätskonzentrationen kurzlebiger Radonfolgeprodukte in 1 Liter Luft, die zur Emission von 1 WL = 1,30 · 105 MeV potenzieller Alpha-Energie bei radioaktivem Zerfall führen.

## Medizinische Bedeutung
Radioaktivität in der Atemluft wirkt grundsätzlich ab einer gewissen Höhe insbesondere in der Lunge karzinogen, also krebserregend. Unterschiedliche Tumorarten werden dadurch in unterschiedlicher Weise beeinflusst. Die Einheit ermöglicht es, da sie die Strahlenbelastung quantifiziert, das Krebsrisiko zu minimieren und ihren konkreten Einfluss auf die verschiedenen Formen des Lungenkrebses abzuschätzen.